# Kapiri Mposhi
Kapiri Mposhi – miasto w Zambii, położone w Prowincji Centralnej; ważny węzeł kolejowy (linia kolejowa Kitwe-Lusaka oraz Kapiri Mposhi-Dar es Salaam).
Miasto jest węzłem kolejowym w którym zbiegają się dwie ważne linie:
- Linia do stolicy państwa, Lusaki
- Linia Tazara, łącząca oceaniczny port Dar es Salaam z zambijską siecią kolejową